# Сеп (річка)
Сеп (рос. Сеп) — річка в Росії, ліва притока Іти. Протікає територією Ігринського району Удмуртії.
Річка починається за 0,5 км на північ від присілка Виселок Куш'я і тече спочатку на схід. Через 3 км течія повертає на північний схід і має такий напрямок до самого гирла. Береги річки подекуди заліснені. Річка приймає декілька дрібних приток.
Над річкою розташовано населені пункти Михайловка, Сеп, Пежвай та Квардавозь.